# Високи прекршајни суд Републике Хрватске
Високи прекршајни суд Републике Хрватске је специјализован суд установљен за подручје Хрватске са сједиштем у Загребу.

## Надлежност
Високи прекршајни суд Републике Хрватске:
- одлучује о жалбама против одлука прекршајних судова и органа државне управе који воде првостепени прекршајни поступак те о жалбама против одлука других органа када је то прописано посебним законом;
- рјешава сукоб надлежности између прекршајних судова;
- одлучује о ванредним правним лијековима против правоснажних одлука о прекршају када је то прописано посебним законом;
- обавља друге послове одређене законом.

## Организација
Унутар Високог прекршајног суда постоје четири судска одјељења:
- Одјељење за прекршаје из подручја јавног реда и мира и јавне безбједности;
- Одјељење за прекршаје из подручја привреде;
- Одјељење за прекршаје из подручја безбједности саобраћаја на путевима;
- Одјељење за прекршаје из подручја финансија.

Уз судска одјељења постоји и Служба евиденције и праћења судске праксе.